# Mohamed Hachad
Mohamed Hachad (in arabo محمد حشاد‎?; Casablanca, 22 luglio 1983) è un ex cestista marocchino con cittadinanza canadese.

## Carriera
Con il Marocco ha disputato due edizioni dei Campionati africani (2009, 2011).